# Liste der Naturdenkmale in Dürmentingen
| Naturdenkmale | Anzahl |
| ------------- | ------ |
| FND           | 0      |
| END           | 3      |
| Gesamt        | 3      |

Die Liste der Naturdenkmale in Dürmentingen nennt die verordneten Naturdenkmale (ND) der im baden-württembergischen Landkreis Biberach liegenden Gemeinde Dürmentingen. In Dürmentingen gibt es insgesamt drei als Naturdenkmal geschützte Objekte, keines ist ein flächenhaftes Naturdenkmal (FND), alle sind Einzelgebilde-Naturdenkmale (END).
Stand: 31. Oktober 2016.

## Einzelgebilde (END)
| Name                                  | Bild | Kennung     | Einzelheiten | Position | Fläche Hektar | Datum         |
| ------------------------------------- | ---- | ----------- | ------------ | -------- | ------------- | ------------- |
| Baumbestand im Schloßhof/Schloßgarten | BW   | 84260350000 | Dürmentingen | ⊙        | 0,0           | 15. Mai 1996  |
| Baumbestand im Schloßpark in Heudorf  | BW   | 84260350002 | Dürmentingen | ⊙        | 0,0           | 15. Mai 1996  |
| 1 Linde beim Armenhaus                | BW   | 84260350001 | Dürmentingen | ⊙        | 0,0           | 30. Okt. 1952 |
| Legende für Naturdenkmal              |      |             |              |          |               |               |